# 카르고초크
카르고초크 또는 카르고촉(Харуцаг, 한자:哈爾古楚克, 1363년 ~ 1399년)는 몽골 북원의 황족이다. 별칭은 두구렌테무르 콩타이지(都古楞特穆尔 皇太子, Дүүрэнтөмөр хунтайж) 혹은 투렌테무르 콩타이지이다. 그의 정확한 생애, 행적은 전하지 않으나 그의 아내 올제이투 카툰을 원하던 엘베그 니굴세그치 칸과 오이라트부 고하이 태위의 음모로 암살되었다. 휘는 보르지긴 하루그추크(한자:孛兒只斤 哈尔古楚克, 몽골어: Боржигин Харуцаг). 16세기 초 몽골 제국을 중흥시킨 바투몽케 다얀 카안과 이후 몽골 각 부족의 칸의 선조가 된다. 하르구추크 태자로도 알려졌다.
1363년에 태어났으나 자세한 생일은 전하지 않는다. 북원 소종 아유르시리다르 빌레그트 카안의 아들, 혹은 손자이다. 다른 설에는 평종 토구스테무르 우스칼 카안의 아들 또는 손자이며, 엘베그 니굴세그치 칸의 형제 혹은 엘베그의 아들이라는 설도 있다. 카르고초크는 몽골어로 검은 불빛, 검은 시간을 뜻한다. 몽골어식 존호 투렌테무르 홍타이지는 철이 가득한 황태자, 많은 철 황태자라는 뜻이다.
그의 초기 생애에 대해서는 알려진 것이 없다. 그의 아내 호아 카툰은 황금사, 몽골원류에 의하면 엘베그 니굴세그치 카안이 자신의 제수 혹은 며느리라 하고,  诸汗源流黄金史纲에 의하면 며느리라고도 한다. 몽골 연대기에 의하면 그의 아내 호아 카툰은 눈처럼 하얗고 뺨에 피처럼 붉은 미색이었다 한다.
1399년, 대칸 엘베그 니굴세그치 카안은 오이라트부 수령 태위 고하이의 건의를받아들여, 눈빛의 미모인 미인 호아 카툰을 차지하기 위해 하루그추크 두렌테무르 황태자를 살해했다. 호아 카툰은 남편을 살해한 고하이 태위를 원수로 여겨 그를 암살하게 했다. 이는 오이라트부의 분노를 일으켰으며, 엘베그 니굴세그치 카안은 바툴라 칭상에게 딸 사무르를 시집보내 회유하려 했다. 그러나 그 후에는 바툴라 칭상과 토르구트부의 우게치 카스하는 대칸을 공격하여 살해했고, 호아 카툰을 차지했다. 호아 카툰은 하루그추크 두렌테무르 황태자의 유복자 아들 아자이를낳았고, 아자이는 톡토아부카 타이순 칸, 아그바르진 오케크트 칸, 만두굴 칸의 아버지였고, 후일 몽골 제국을 재통합한 다얀 카안 및 몽골 각 부 칸의 선조가 된다.
1404년에 티무르 제국의 사마르칸트를 방문했던 카스티야 왕국의 사절 루이 곤살레스 데 클라비호(Ruy González de Clavijo)에 의하면 엘베그 니굴세그치 칸은 분할 상속 대신 홀로 영토를 차지하고자 카르고초크 두구렌테무르를 살해했고, 다른 동생 군 테무르는 저항했다 한다.

## 같이 보기
- 엘베그 니굴세그치 칸
- 올제이투 카툰
- 다얀 카안